# Kari Skjønsberg
Kari Skjønsberg, née le 19 janvier 1926 à Oslo et morte le 6 janvier 2003 dans la même ville, est une chercheuse, critique littéraire et féministe norvégienne. Elle est considérée comme l'une des personnes les plus importantes dans le développement de la littérature d'enfance et de jeunesse dans la Norvège d'après-guerre.

## Biographie
Après avoir obtenu une maîtrise en histoire de la littérature à l'Université d'Oslo en 1953 avec une thèse intitulée Utviklingen av norske barnefortellinger fram til og med Dikken Zwilgmeyer (Le développement des histoires pour les enfants norvégiens jusqu'à Dikken Zwilgmeyer) – sur l'émergence de la littérature pour enfant au XVIIIe siècle – elle obtient une bourse du Norges forskningsråd (Conseil norvégien de la recherche) pour sa thèse de doctorat intitulée Kjønnsroller, miljø og sosial lagdeling i barnelitteraturen (Les rôles de genre, la stratification sociale et environnementale dans la littérature pour enfant) en 1972, un travail toujours considéré aujourd'hui comme une référence.
Devenue professeure agrégée à l'école de la Bibliothèque nationale, elle publie le premier livre théorique sur la littérature pour enfants Hvem forteller? Om adaptasjoner i barnelitteratur (Qui raconte ? À propos des adaptations dans la littérature pour enfants) puis Dette skrev kvinner (Écrit par des femmes), une dictionnaire biographique des femmes norvégienne ayant écrit de la littérature jeunesse avant 1931. Elle est également membre du Conseil culturel norvégien.
Dans les années 1970, Kari Skjønsberg est la rédactrice en chef du magazine de l'Association norvégienne pour les droits des femmes (NKF), Kvinnesaksnytt. À partir de 1972, elle devient la 20e dirigeante de NKF, poste qu'elle occupe jusqu'en 1978. Elle suit la voie déjà engagée par l'Association avant son arrivée et soutient le droit à l'avortement ainsi que l'égalité.
En 1987, elle reçoit le Bastianpris décerné par l'Association norvégienne des traducteurs.
Décédée peu avant son 77e anniversaire, elle est enterrée au cimetière occidental (en) à Oslo.

## Héritage
Le prix Kari Skjønsberg pour la promotion de la recherche sur la littérature pour enfants et adolescents est créé en son honneur en 1996 par la Bibliothèque de l'éducation à Oslo et la Fondation Kari Skjønsberg. Composé de trois membres, il récompense une personne ayant travaillé à l'émergence de la littérature pour enfants, que ce soit par de la recherche, l'histoire de roman ou l'enseignement.